# 短蓋野鯪
短蓋野鯪，為輻鰭魚綱鯉形目鯉科野鯪屬的其中一個種。主要分布於非洲奈及利亞及迦納，本魚體褐色，背鰭長，尾柄厚，背鰭軟條14枚；臀鰭軟條8枚，體長可達29公分。

## 扩展阅读
維基物種上的相關：短蓋野鯪